# تلخ‌بیان

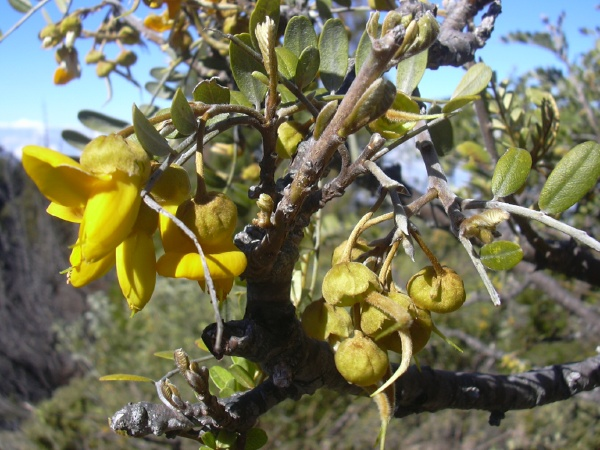
Sophora chrysophylla.

تَلخ‌بَیان (Sophora) سرده‌ای از حدود ۴۵ گونه درخت و درختچه از خانوادهٔ باقلاییان (نخود فرنگی) است. گیاهان این خانواده به شکل علفی، درختچه یا بوته رشد می‌کنند و بعضی دارویی هستند. نام علمی این سرده، Sophora، از واژهٔ عربی «صفیراء» گرفته شده که به معنی «درخت با گل‌های نخودی» است.
گونه‌های تلخ‌بیان بومی جنوب آسیا، استرالیا، جزایر مختلف اقیانوس آرام، غرب آمریکای جنوبی، غرب ایالات متحده، فلوریدا، پورتوریکو و ایران هستند.

## پیشینه
در ابتدا، این سرده دارای گونه‌های بیشتری بود، اما این گونه‌ها اکنون در سرده‌های دیگر، از جمله استیفنولوبیوم (Styphnolobium) (فقدان باکتری‌های تثبیت‌کنندهٔ نیتروژن (Rhizobia) در ریشه‌های آن متفاوت است) و Calia قرار گرفته‌اند. گونه‌های تلخ‌بیان نیوزیلند در آنجا با نام «کُووای یا کوفای» شناخته می‌شوند. تلخ‌بیان تورومیرو زمانی یک درخت معمولی در جنگل‌های جزیرهٔ ایستر بود. این درخت بعداً قربانی جنگل‌زدایی شد که جنگل‌های آن جزیره را در حدود قرن هجدهم به‌طور کامل نابود کرد. تلخ‌بیان تورومیرو در طبیعت منقرض شد اما اکنون در یک پروژهٔ علمی که از جمله از سوی باغ‌های گیاه‌شناسی کیو در انگلستان و گوتنبرگ در سوئد هدایت می‌شود، به حیات وحش جزیرهٔ ایستر بازگردانده می‌شود. تنها نمونه‌های باقی‌مانده از این گونه با منشأ مستند در دههٔ ۱۹۶۰ از دانه‌های جمع‌آوری‌شده توسط «تور هیردال» پرورش یافتند. گونه Sophora macrocarpa درختی کوچک و نیمه‌گرمسیری بومی شیلی است. این گونه در شیلی «مایو» نامیده می‌شود.

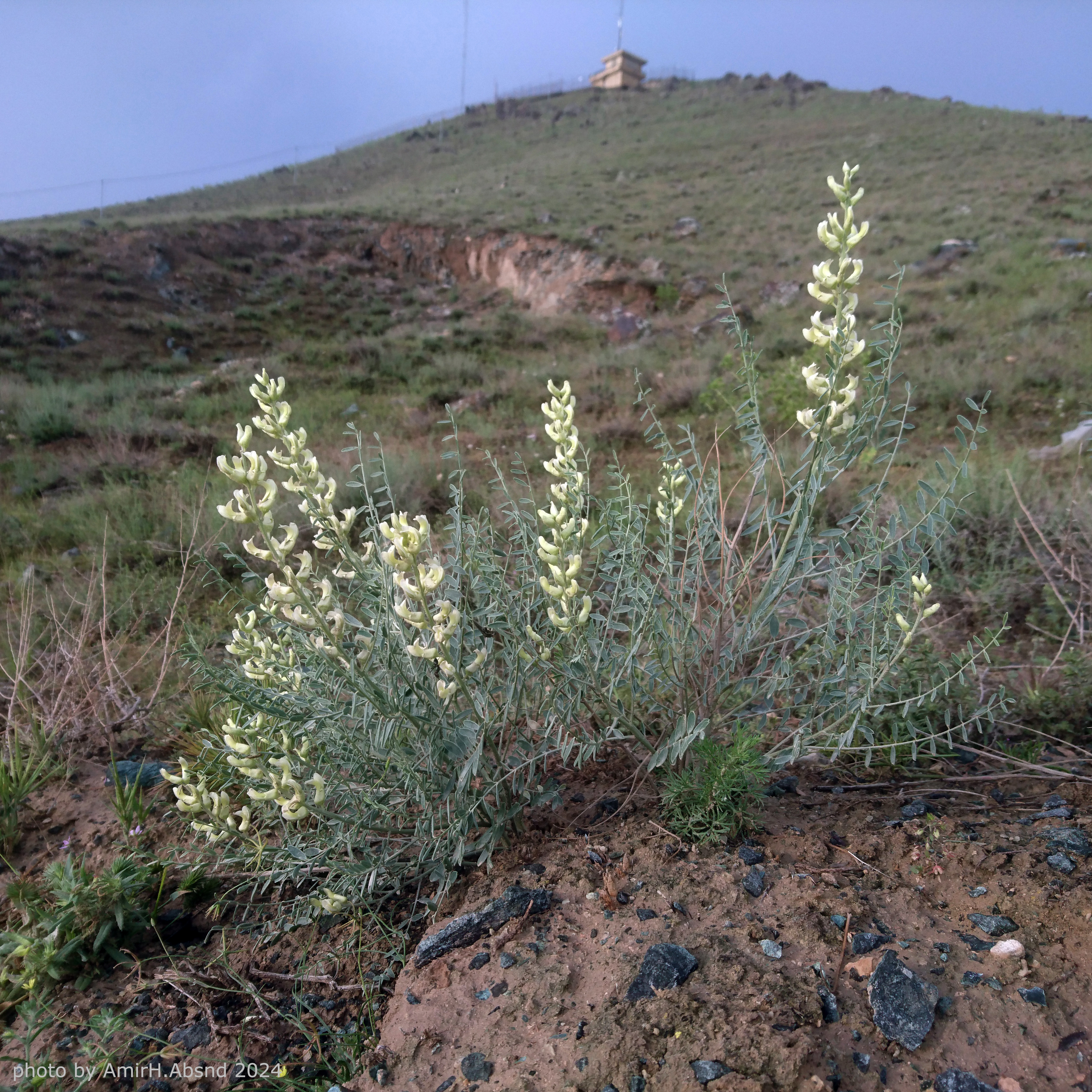

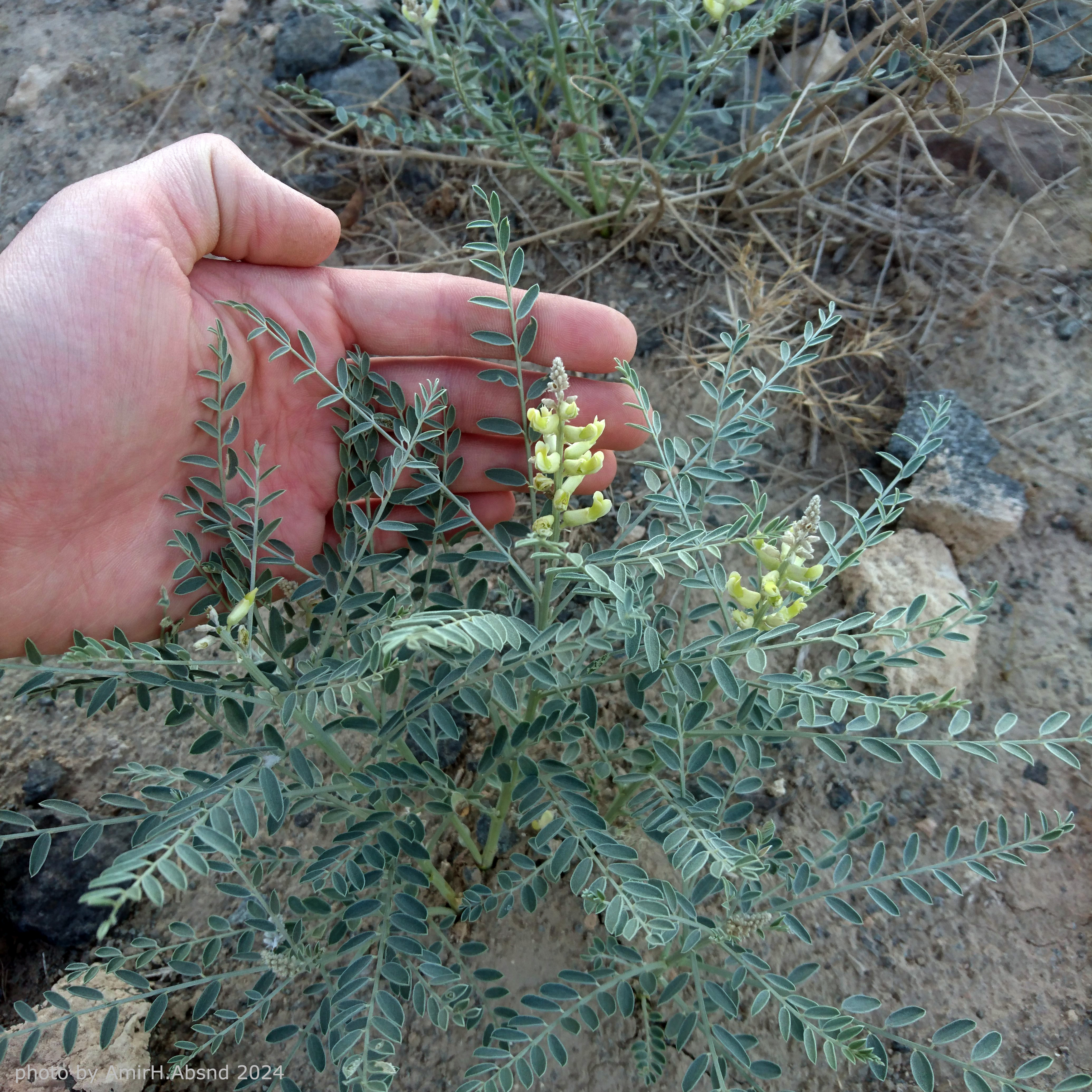

## گونه‌ها
این سرده در ایران سه گونه گیاه علفی و درختچه‌ای دارد:
- تلخ‌بیان درختچه‌ای بلوچی: Sophora mollis
- تلخ‌بیان بیابانی: Sophora pachycarpa
- تلخ‌بیان معمولی: Sophora alopecuroides

تلخ‌بیان درختچه‌ای بلوچی حالت درختچه‌ای دارد و دو گونهٔ دیگر علفی چندساله و غالباً مهاجم و علف هرز کشتزارها و چراگاه‌ها هستند. این علف هرز در گندم‌زارها خیلی متداول نیست با این حال در استان‌های خراسان، ایلام و زنجان با اهمیت تلقی می‌شود.
گونه‌های دیگر:
- Sophora albescens
- Sophora alopecuroides
- Sophora cassioides
- Sophora chathamica
- Sophora chrysophylla
- Sophora davidii
- Sophora fernandeziana
- Sophora flavescens
- Sophora fulvida
- Sophora godleyi
- Sophora howinsula
- Sophora inhambanensis
- Sophora koreensis
- Sophora lehmannii
- Sophora longicarinata
- Sophora masafuerana
- Sophora macrocarpa
- Sophora microphylla
- Sophora mollis تلخ‌بیان باغی
- Sophora molloyi
- Sophora moorcroftiana
- Sophora nuttalliana
- Sophora pachycarpa
- Sophora prostrata
- Sophora tetraptera
- Sophora tomentosa
- Sophora tonkinensis
- Sophora toromiro
- Sophora velutina
- Sophora violacea